# نمدی اودوآمادی
نمدی اودوآمادی مهاجم فوتبال اهل کشور نیجریه است.وی هم‌اکنون در تیم باشگاهی آث میلان در سری آ ایتالیا بازی می‌کند.